# Ghawr al-Assi
Ghawr al-Assi (tiếng Ả Rập: غور العاصي) là một ngôi làng Syria nằm trong Phó huyện Hama của huyện Hama ở Tỉnh Hama. Nó nằm dọc theo con đường giữa Homs và Hama, cách phía sau 20 km về phía nam. Theo Cục Thống kê Trung ương Syria (CBS), Ghawr al-Assi có dân số 2.033 trong cuộc điều tra dân số năm 2004. Cư dân của nó chủ yếu là người Hồi giáo Sunni.
Ghawr al-Assi là ngôi làng lớn nhất trong Đô thị Thung lũng Orontes, cũng bao gồm al-Alamein, Qubaybat al-Assi và các thôn nhỏ hơn. Thành phố được thành lập năm 2004. Có những di tích khảo cổ ở Ghawr al-Assi, bao gồm các nhà máy cũ và bánh xe nước (norias).